# Tijucas
Tijucas é um município brasileiro do estado de Santa Catarina. Localiza-se a uma latitude 27º14'29" sul e a uma longitude 48º38'01" oeste, estando a uma altitude de 2 metros. Sua população estimada em 2019 é de 38.407 habitantes. Possui uma área de 278,91 quilômetros quadrados.

## Topônimo
"Tijucas" é uma referência ao rio Tijucas, que banha o município. "Tijucas" é um vocábulo originário da língua tupi: significa "terra de lama", pois os índios Carijós que habitavam na região, faziam referência a praia da cidade que é enlameada.

## História
Por volta do ano 1000, a maior parte do atual litoral brasileiro foi invadida por povos tupi-guaranis procedentes dos vales dos rios Madeira e Xingu, afluentes da margem direita do rio Amazonas. Eles expulsaram os habitantes anteriores, que falavam línguas macro-jês, para o interior do continente. No século XVI, quando chegaram os primeiros europeus ao atual litoral catarinense, este estava ocupado pela nação tupi-guarani dos carijós.
Em 1530, o navegador veneziano Sebastião Caboto, a serviço da Espanha, descobriu a foz do rio Tijucas. Em 4 de maio de 1848, foi criada a freguesia de São Sebastião da Foz do Tijucas Grande, bem como a paróquia com a mesma denominação. Tijucas (na época, São Sebastião da Foz do Rio Tijucas) recebeu status de município pela lei provincial n.º 464 de 4 de abril de 1859.  Na década de 1870, começou a imigração italiana na região.

## Geografia

### Localização
Tijucas está localizada às margens da rodovia BR-101 numa bela planície do litoral catarinense. É o principal acesso para a rodovia SC-411, caminho para as cidades de Canelinha, São João Batista e Nova Trento. Sua localização privilegiada faz, da cidade, uma grande vitrine durante as temporadas de verão. Ao norte, em uma faixa de 30 quilômetros, encontra-se Balneário Camboriú, e, ao sul, numa faixa de 50 quilômetros, está Florianópolis. A proximidade é maior ainda no caso de outras famosas cidades turísticas, como Itapema, Porto Belo e Bombinhas.

### Distâncias
Balneário Camboriú: 35 km; Biguaçu: 31 km; Brusque: 35 km; Itajaí: 43 km; Navegantes: 45 km; Florianópolis: 50 km; Blumenau: 95 km; Joinville: 133 km; Lages: 266 km; Jaraguá do Sul: 225 km; Chapecó: 569 km; Itapiranga: 698 km; Santuário Santa Paulina (Nova Trento): 35 km.

### Subdivisões
O município de Tijucas é dividido em nove bairros que formam a chamada Zona Urbana da cidade, e em sete localidades que formam a zona rural da cidade, totalizando, assim, dezesete comunidades diferentes dentro da cidade. A zona urbana da cidade de Tijucas é formada pelos bairros: Areias; Centro; Joaia; Pernambuco; Praça; Santa Luzia; Sul do Rio; Universitário (o que mais cresce em população devido a novos loteamentos); XV de novembro, Mata Atlântica. As comunidades que formam a zona rural de Tijucas são: Campo Novo; Itinga; Morretes; Oliveira; Terra Nova; Timbé, todas estas com boa produção agropecuária e desenvolvendo algum turismo rural, ainda incipiente. O Bairro Timbė se destaca na produção de bolachas e doces. Também há o bairro misto (expansão urbana) de Nova Descoberta, o maior em população (cerca de 2.500 habitantes e quase 2 mil eleitores em 2018),caracterizado atualmente pela produção de vestuário, com algumas malharias e diversas facções de costura autônomas, além da tradicional atividade cerâmica, da extração de minérios para a construção civil, e uma forte pecuária. É o maior bairro em extensão territorial e um dos mais forte em produção econômica.. Hoje cerca de 17% da população mora em áreas rurais.

## Lista de prefeitos de Tijucas
O município de Tijucas foi emancipado no ano de 1860. Antônio Fermino de Novaes foi nomeado o primeiro prefeito de Tijucas em 1894.
Luís Santy Telles, em 1947, foi eleito o primeiro prefeito de Tijucas em eleições diretas.
A lista abaixo apresenta dados referentes aos prefeitos que governaram Tijucas desde 1894.
| Nº     | Início | Final | Prefeito                       | Partido | Vice-prefeito                            | Número de votos | Participação                |
| ------ | ------ | ----- | ------------------------------ | ------- | ---------------------------------------- | --------------- | --------------------------- |
| I      | 1894   | 1907  | Antônio Fermino de Novaes      |         |                                          |                 |                             |
| II     | 1907   | 1919  | Cel. Benjamim Gallotti Júnior  |         |                                          |                 |                             |
| III    | 1920   | 1921  | Cel. João Bayer                |         |                                          |                 |                             |
| IV     | 1921   | 1923  | Dr. João Bayer Filho           |         |                                          |                 |                             |
| V      | 1923   | 1925  | Major Miguel Ezequiel da Silva |         |                                          |                 |                             |
| VI     | 1925   | 1927  | Major Joaquim José de Santana  |         |                                          |                 |                             |
| VII    | 1927   | 1930  | Capitão Jacob Lameu Tavares    |         |                                          |                 |                             |
| VIII   | 1930   | 1935  | Major Joaquim José de Santana  |         |                                          |                 |                             |
| IX     | 1936   | 1937  | Pedro Eulálio Andriani         |         |                                          |                 |                             |
| X      | 1937   | 1942  | Valério Teodoro Gomes          |         |                                          |                 |                             |
| XI     | 1942   | 1945  | Geraldo Rebelo                 |         |                                          |                 |                             |
| XII    | 1945   | 1946  | Domingos Teodoro dos Santos    |         |                                          |                 |                             |
| XIII   | 1947   | 1950  | Luiz Santy Telles              |         |                                          |                 |                             |
| XIV    | 1951   | 1956  | Zeferino Carvalho Neto         |         |                                          |                 |                             |
| XV     | 1956   | 1958  | Walter Vicente Gomes           |         |                                          |                 |                             |
| XVI    | 1958   | 1961  | Davi Luiz dos Santos           |         |                                          |                 |                             |
| XVII   | 1961   | 1966  | Dr. Nilton Olinger             |         |                                          |                 |                             |
| XVIII  | 1966   | 1970  | Wilson Lemos                   |         |                                          |                 |                             |
| XIX    | 1970   | 1972  | João Rebelo da Silva           |         |                                          |                 |                             |
| XX     | 1973   | 1977  | João Adolfo Chaves Filho       |         |                                          |                 |                             |
| XXI    | 1977   | 1983  | Lauro Vieira de Brito          | MDB     | Nilson Carlos de Oliveira                |                 |                             |
| XXII   | 1983   | 1988  | Nilton José Fagundes           | PMDB    | Otávio Duarte                            | 3.415           | 43,86% (entre 7 candidatos) |
| XXIII  | 1989   | 1992  | Rubens Barreto                 | PMDB    | Antônio Pedro Reis                       | 4.200           | 42,22% (entre 4 candidatos) |
| XXIV   | 1993   | 1996  | Nilton de Brito                | PDS     | Airton dos Anjos                         | 6.220           | 53,43% (entre 3 candidatos) |
| XXV    | 1997   | 2000  | Carlos Humberto Ternes         | PMDB    | Antídio Pedro Reis                       | 6.662           | 50,40% (entre 2 candidatos) |
| XXVI   | 2001   | 2004  | Uilson Sgrott                  | PFL     | Nilton de Brito                          | 7.143           | 47,00% (entre 3 candidatos) |
| XXVII  | 2005   | 2008  | Elmis Mannrich                 | PMDB    | Roberto Carlos Vailati                   | 8.445           | 49,71% (entre 3 candidatos) |
| XXVIII | 2009   | 2012  | Elmis Mannrich                 | PMDB    | Luiz Rogério da Silva                    | 12.431          | 66,59% (entre 3 candidatos) |
| XXIX   | 2013   | 2016  | Valério Tomazi                 | PMDB    | Ailton Fernandes                         | 10.530          | 52,88% (entre 2 candidatos) |
| XXX    | 2016   | 2020  | Elói Mariano Rocha             | PSD     | Adalto Gomes                             | 11.632          | 57,35% (entre 2 candidatos) |
| XXXI   | 2021   | 2024  | Elói Mariano Rocha             | PSD     | Sergio Fernandes Cardoso (Coisa Querida) | 12.151          | 59,35% (entre 5 candidatos) |
| XXXI   | 2021   | 2024  | Maickon Sgrott                 | PP      | Rudnei de Amorim                         | 8.747           | 36,24% (entre 3 candidatos) |

## Rodovias
O município é cortado perpendicularmente pela rodovia BR 101 e pela SC 410, tornando um importante entroncamento rodoviário, o que aliado a suas terras planas e ainda vazias chama a atenção de grandes empresas e investidores de olho nos mercados consumidores do Vale do Itajaí e da Grande Florianópolis.
O município tem suas estradas municipais relativamente bem planejadas, embora muitas em estado de conservação precária, especialmente nas partes mais antigas do município e no interior. Sofre com problemas do transito pesado no centro da cidade, além de ser cortado pela rodovia SC 410, uma das mais precárias e perigosas de Santa Catarina. Entretanto nos últimos anos a administração municipal vem tentando fazer melhorias neste quesito, e há a expectativa da construção de um contorno viário que ligue a BR 101 diretamente a SC 410 tirando o movimento de caminhões da sede.

## Economia
A economia do município durante um bom tempo esteve estagnada e dependente de pequenas olarias e da produção de cana de açúcar para a antiga USATI. Entretanto, despertou com a instalação da famosa Cerâmica Portobello em 1979 e sua grande ampliação em 1987 e posterior internacionalização na década de 1990, atraindo novos trabalhadores e investidores à cidade.
A economia de Tijucas tem seu alicerce na produção de insumos para a construção civil, como produtos cerâmicos, extração de minérios e madeira de reflorestamento, contando ainda com a presença de empresas de logística prestadoras de serviço e transporte, em especial à Cerâmica Portobello. Vem desde meados da década de 2000 apresentando um bom crescimento econômico, baseado em um tripé de terras bem localizadas e amplas, expansão dos balneários turísticos próximos e incentivo a construção civil pelo Governo Federal.
O atual crescimento econômico é visível pelo próprio crescimento populacional, de cerca de 4% ao ano entre 2000 e 2010, com a implantação de novos loteamentos, que atraem moradores de renda mėdia-baixa que evitam outras cidades do litoral catarinense pelos seus imóveis mais caros, e que buscam trabalho junto aos novos empreendimentos da cidade. Este crescimento econômico e populacional é favorecido  por fatores como terras  mais baratas, de topografia  plana, localizada entre os dois grandes polos de desenvolvimento catarinense (Vale do Itajaí e Grande Florianópolis), aliados ao  incentivos federais para a construção civil desde 2005 (plano Minha Casa Minha Vida e redução de tributos para insumos da construção civil), assim como a proximidade com balneários do Norte Catarinense, como Porto Belo, Itapema, e Balneário Camboriú,  que crescem a 7% ao ano em sua população, um dos maiores do Brasil.

## Educação e desenvolvimento social
Tijucas hoje conta com 25 escolas e centro educacionais municipais, sendo três de 1ª a 8ª série; doze de 1ª a 4ª série; duas de ensino pré-escolar, que contam com crianças de 4 e 5 anos; oito creches para crianças de 1 a 4 anos de idade. Além disso, tem-se quatro escolas estaduais, onde pode-se concluir todo o período escolar e mais cinco escolas particulares. A Univali é a instituição de ensino superior com Campus na cidade, e o Senai é a instituição voltada para a formação técnica do cidadão.
Após a realização do ENEM no ano de 2010 e a divulgação dos resultados, o panorama da educação no município de Tijucas revelou alguns dados: O SENAI teve a maior média no ensino médio, contando com a nota 628,28, sendo também, a maior nota de toda a região do Vale do Itajaí. Nenhuma escola pública obteve melhor desempenho do que as particulares no Município. A Escola de Educação Básica Cruz e Souza, colégio estadual, teve o pior desempenho do ENEM na cidade, contando com apenas 502 pontos de média. Este último, considerado um panorama preocupante. Também, o município apresenta um problema estrutural na questão da evasão escolar, pois apenas 42% dos jovens entre 18 e 20 anos concluem o ensino médio, abaixo da média catarinense de 54%. Também comprova o baixo nível educacional do município o fato de 76% dos jovens entre 18 e 24 anos não frequentar nenhum banco escolar ou acadêmico.
O índice IDHM de desenvolvimento social continua mais baixo que a média catarinense, embora o crescimento econômico da última década tenha melhorado a renda municipal, projetando-se em perspectiva de avanço no índice de desenvolvimento social.. A taxa de vulnerabilidade social é de cerca de 30%, número ainda alto, constituído por mães solteiras sem o ensino fundamental completo, analfabetos, idosos sem previdência social, desabrigados por problemas sociais.

## Cultura
A cidade possui grandes casas antigas, algumas com mais de 100 anos, como é o Casarão da Família Gallotti. O casarão é uma das mais antigas moradas nobres do início do século XX no Estado. Todo o material para a construção da casa, que ficou pronta em 1898, veio da Europa e teve, como primeiros moradores, a matriarca Chiquinha Gallotti e sua família, que dominavam a economia da região trabalhando com embarcações e a comercialização de madeiras nativas, entre outras atividades comerciais.
Uma vez ao ano, é realizada, em frente à Igreja Matriz, uma grande festa: a festa do Divino Espírito Santo. A festa conta com a presença de pessoas da região, como as cidades de Canelinha, Itapema, São João Batista, entre outras. Em época de natal, podemos até ver um presépio vivo sendo encenado na frente da igreja. É uma cidade com clima amistoso e cultura açoriana. Ultimamente, está se investindo em espetáculos musicais, apresentando-se, geralmente nas épocas de final de ano, vários festivais de bandas.
O réveillon popular de Tijucas já foi um marco cultural da cidade. Evento inaugurado em 2009 e com sua última edição em 2015 foi promovido pela prefeitura municipal, contou com mais de 15 minutos de queimas de fogos, que acontecem na beira e até mesmo dentro do Rio Tijucas. O evento ainda contou com atrações musicais de todos os tipos, municipais e estaduais.
E não podemos esquecer da ASMUT, Associação Musical União Tijuquense, que foi fundada em 10 de julho de 1957, por Antônio Bayer. A ASMUT participa de várias das comemorações da cidade, algumas delas são a festa do divino e o 7 de setembro, participando do desfile cívico promovido pela cidade. A banda está ativa até hoje, tendo aulas de diversos instrumentos em sua sede. As aulas são totalmente gratuitas. A banda faz parte da cultura e história de tijucas.

## Clima
A cidade apresenta um clima subtropical, com verões bastante quentes e invernos onde pode chegar a temperaturas próximas a 0 graus. A incidência de geadas é comum nos meses de junho e julho ,nas áreas mais elevadas da cidade.
A umidade é muito alta e dificilmente baixa de 60%, mesmo nos meses mais secos.
A temperatura absoluta que já foi presenciada na cidade foi dia 5 de julho de 1975, -4,5 graus, com sensação térmica de -6 graus, e a máxima absoluta foi de 38,2 graus, dia 5 de fevereiro de 2014, com uma forte onda de calor que deu na cidade.
| Dados climatológicos para Tijucas                                | Dados climatológicos para Tijucas | Dados climatológicos para Tijucas | Dados climatológicos para Tijucas | Dados climatológicos para Tijucas | Dados climatológicos para Tijucas | Dados climatológicos para Tijucas | Dados climatológicos para Tijucas | Dados climatológicos para Tijucas | Dados climatológicos para Tijucas | Dados climatológicos para Tijucas | Dados climatológicos para Tijucas | Dados climatológicos para Tijucas | Dados climatológicos para Tijucas |
| Mês                                                              | Jan                               | Fev                               | Mar                               | Abr                               | Mai                               | Jun                               | Jul                               | Ago                               | Set                               | Out                               | Nov                               | Dez                               | Ano                               |
| ---------------------------------------------------------------- | --------------------------------- | --------------------------------- | --------------------------------- | --------------------------------- | --------------------------------- | --------------------------------- | --------------------------------- | --------------------------------- | --------------------------------- | --------------------------------- | --------------------------------- | --------------------------------- | --------------------------------- |
| Temperatura máxima recorde (°C)                                  | 37,2                              | 38,2                              | 36,2                              | 31,3                              | 29,4                              | 30,1                              | 31,2                              | 36,4                              | 35,1                              | 34,1                              | 35                                | 37,5                              | 38,2                              |
| Temperatura máxima média (°C)                                    | 29,1                              | 29,1                              | 26,1                              | 23,5                              | 21                                | 21,2                              | 20,5                              | 21,2                              | 21,1                              | 22,5                              | 24,3                              | 26,5                              | 25,3                              |
| Temperatura média (°C)                                           | 25,1                              | 25,1                              | 21,5                              | 18,8                              | 17,6                              | 15,4                              | 14,3                              | 14,6                              | 17,1                              | 17,8                              | 20,2                              | 20,5                              | 18,3                              |
| Temperatura mínima média (°C)                                    | 19,5                              | 19,5                              | 17,4                              | 13,7                              | 12,7                              | 10,1                              | 9,1                               | 10,5                              | 13,2                              | 13,8                              | 16,3                              | 16,6                              | 13,8                              |
| Temperatura mínima recorde (°C)                                  | 10                                | 11,2                              | 7,5                               | 2                                 | 1                                 | −0,1                              | −4,5                              | −1,1                              | −3,4                              | −0,1                              | 6,5                               | 6,5                               | −4,5                              |
| Precipitação (mm)                                                | 175,1                             | 190,1                             | 110,3                             | 110,1                             | 100,6                             | 90,3                              | 70,3                              | 89,2                              | 160,2                             | 170,5                             | 150,2                             | 140,2                             | 1 535,2                           |
| Fonte: InMet (recordes absolutos de temperatura: 1950–presente). |                                   |                                   |                                   |                                   |                                   |                                   |                                   |                                   |                                   |                                   |                                   |                                   |                                   |

## Esportes
Através da Fundação Municipal de Esportes (FME) realiza 10 eventos esportivos anuais, com a prática de mais de 20 modalidades esportivas diferentes. Dando destaque para o futebol de campo, que é considerado o mais forte campeonato amador de toda a região de Vale do Itajaí e Costa Esmeralda. O futebol tem apoio no município em várias modalidades, tendo início no Futsal sub-14, passando por futsal e futebol de campo sub-17, até chegar ao "modo livre". A Olimpíada Tijuquense também é um evento forte, contando com nada mais nada menos do que 14 modalidades. Hoje a FME conta com mais de mil e duzentos atletas inscritos, tendo idades entre 15 e 80 anos.